# Mittelneufnach
Mittelneufnach è un comune tedesco di 1 041 abitanti, situato nel land della Baviera.